# 곡수왕관장

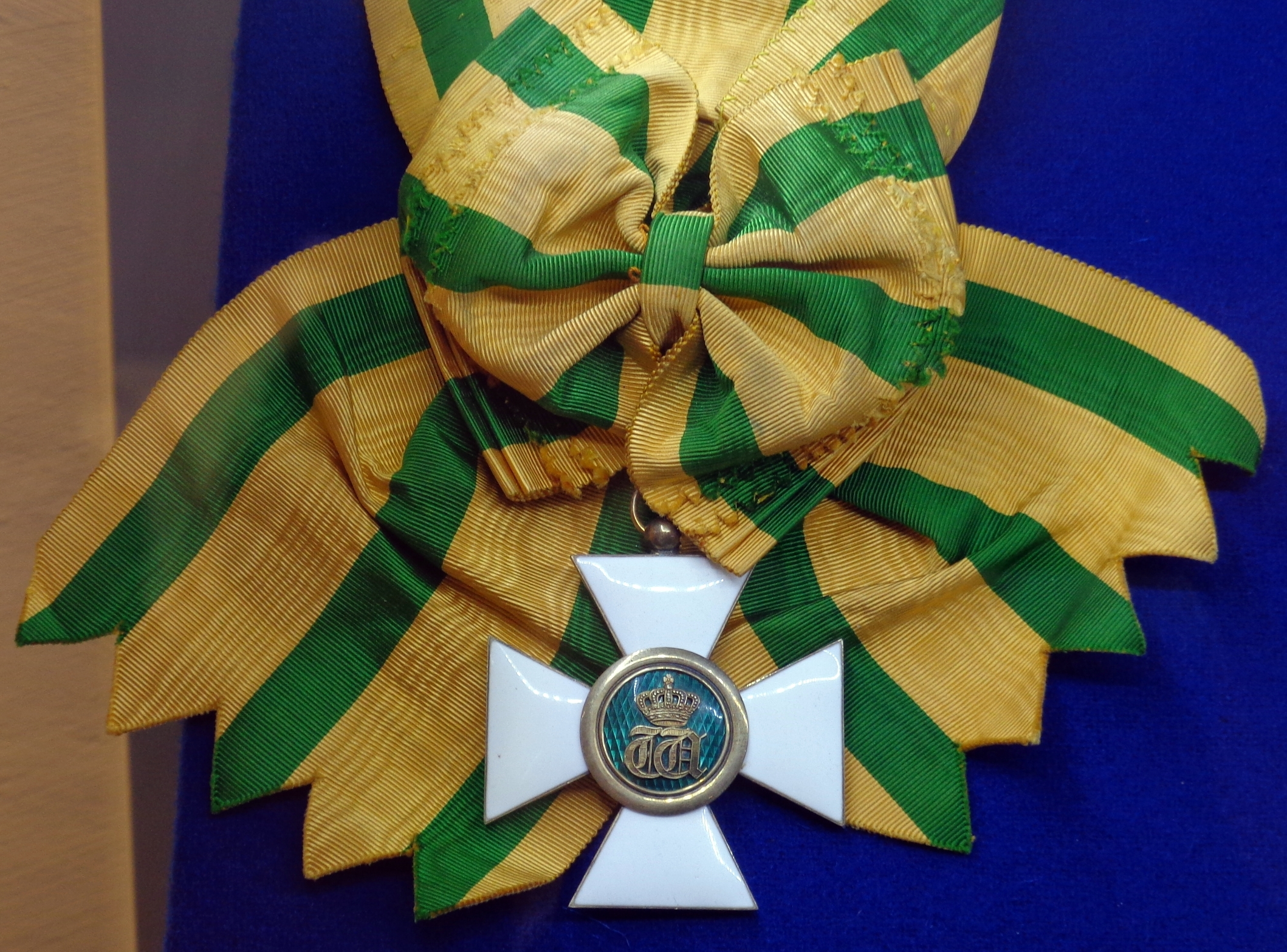
대십자 곡수왕관장

곡수왕관장(룩셈부르크어: Eechelaafkrounenuerden, 프랑스어: Ordre de la couronne de Chêne, 독일어: Eichenlaubkronenorden)은 룩셈부르크 대공국의 훈장 중 하나이다.
1841년 네덜란드 국왕이기도 했던 룩셈부르크 대공 빌럼 2세가 제정했다. 당시 룩셈부르크는 네덜란드와 동군연합 관계였다. 때문에 법적으로는 룩셈부르크 훈장이었지만 네덜란드인에게 수여되는 경우가 많았다.
1890년 오라녜나사우 가의 유일한 계승자가 여자인 빌헬미나로 그녀가 여왕에 즉위하자 살리카법을 따르는 룩셈부르크 대공위는 포기하게 되었다. 이에 따라 빌헬미나의 종조부 아돌프 빌헬름 아우구스트 카를 프리드리히가 룩셈부르크 대공으로 즉위해 동군연합이 끝남으로써 곡수왕관장이 네덜란드인에게 수여되는 일은 더 이상 없게 되었다. 오늘날 곡수왕관장은 거의 룩셈부르크 시민권자에게 수여되지만 간혹 외국인에게 수여되기도 한다.

## 등급
| 등급                 | 약장 | 패용법                                                                     |
| -------------------- | ---- | -------------------------------------------------------------------------- |
| 1. 대십자 곡수왕관장 |      | 오른쪽 어깨에 현장을 착용하고 그 위에 대십자장 패용, 왼쪽 가슴에 소판 패용 |
| 2. 대장교 곡수왕관장 |      | 목에 경식을 착용하고 그 위에 대장교장 패용, 왼쪽 가슴에 소판 패용          |
| 3. 사령관 곡수왕관장 |      | 목에 경식을 착용하고 그 위에 사령관장 패용                                 |
| 4. 장교 곡수왕관장   |      | 왼쪽 가슴에 장미매듭이 추가된 약장을 패용                                  |
| 5. 기사 곡수왕관장   |      | 왼쪽 가슴에 약장을 패용                                                    |
| 6. 금포장            |      | 왼쪽 가슴에 약장을 패용                                                    |
| 7. 은포장            |      | 왼쪽 가슴에 약장을 패용                                                    |
| 8. 동포장            |      | 왼쪽 가슴에 약장을 패용                                                    |